# Ormes-et-Ville
Ormes-et-Ville település Franciaországban, Meurthe-et-Moselle megyében. Lakosainak száma 221 fő (2022. január 1.). Ormes-et-Ville Benney, Crantenoy, Gerbécourt-et-Haplemont, Haroué, Lemainville és Saint-Remimont községekkel határos.

## Népesség
A település népességének változása:
| Lakosok száma | 105  | 158  | 234  | 244  | 236  | 233  | 222  | 218  | 220  | 221  |
|               | 1968 | 1990 | 2006 | 2011 | 2015 | 2016 | 2018 | 2019 | 2021 | 2022 |